# علی‌سرا (رشت)
علی سرا، روستایی است از توابع بخش کوچصفهان شهرستان رشت در استان گیلان ایران.
شورای اول منتخب در ۱۴۰۰:فریدون برهانی

## جمعیت
این روستا در دهستان بلسبنه قرار دارد و براساس سرشماری مرکز آمار ایران در سال ۱۳۸۵، جمعیت آن ۱۷۳ نفر (۴۷خانوار) بوده‌است.